# لیانگ شین
لیانگ شین (انگلیسی: Li Xiaoyong؛ زادهٔ ۷ مارس ۱۹۷۳) بازیکن بسکتبال زن اهل چین بود. وی در بازی‌های المپیک تابستانی ۱۹۹۶ شرکت کرده‌است.